# Dicranella ascensionica
Dicranella ascensionica är en bladmossart som beskrevs av Mitten in Melliss 1875. Dicranella ascensionica ingår i släktet jordmossor, och familjen Dicranaceae. Inga underarter finns listade i Catalogue of Life.